# Edmund Kennedy
Pour les articles homonymes, voir Kennedy.
Edmund Besley Cour Kennedy (5 septembre 1818 - 23 décembre 1848) était un explorateur australien du milieu du XIXe siècle. Il fut géomètre-assistant de Nouvelle-Galles du Sud, collaborant avec Sir Thomas Mitchell. Il explora l'intérieur du Queensland et le nord de la Nouvelle-Galles du Sud, notamment les bassins de la rivière Thompson, de la rivière Barcoo, de la Cooper Creek et la péninsule du cap York.
Kennedy est né le 5 septembre 1818 à Guernesey dans les îles anglo-normandes. Il a émigré d'Angleterre en Nouvelle-Galles du Sud en 1840 pour y devenir géomètre. Kennedy est mort en décembre 1848 tué par les Aborigènes au nord du Queensland, près du cap York

## Première expédition
Kennedy fut choisi pour faire partie de l'expédition de Thomas Mitchell à l'intérieur du Queensland. Ils sont partis en novembre 1845, pour trouver une route par voie de terre vers le golfe de Carpentarie. L'expédition fut un échec, mais leur permit de découvrir le Victoria Stream et ils retournèrent à Sydney en janvier.

## Deuxième expédition
En 1847, Kennedy mena une expédition pour savoir si le Victoria Stream coulait vers le nord et se jetait dans le golfe de Carpentarie. L'expédition partit le 13 mars 1847 et suivit la rivière jusqu'à la Cooper Creek, qui  finit dans le désert, ce qui prouve qu'elle n'était pas reliée au golfe de Carpentarie. Kennedy rebaptisa le Victoria Stream, lui donnant le nom de rivière Barcoo. L'expédition retourna à Sydney le 7 février 1848.

## Dernière expédition

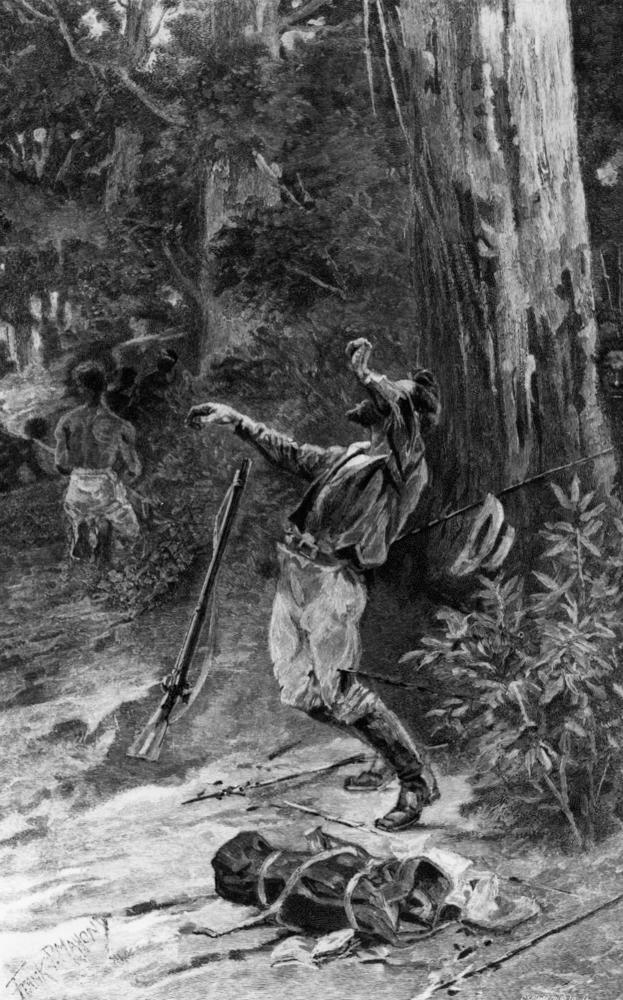
Edmund Kennedy tué par les Aborigènes

Pour sa dernière expédition, Kennedy a été envoyé dans le nord de l'Australie pour essayer de trouver une route par voie de terre pour relier le golfe de Carpentarie à Sydney.
Le 29 avril 1848, Edmund Kennedy et ses hommes appareillèrent du port de Sydney  sur le Tam O' Shanter escorté par le HMS Rattlesnake, pour rejoindre la baie de Rockingham. Une fois débarqués, le groupe se trouva face à un milieu très hostile avec mangroves, montagnes, lagunes, rivières et une forêt tropicale très dense qui rendait presque impossible toute avancée. Au bout de deux mois, ils avaient seulement parcouru environ 30 km à l'intérieur des terres.
L'expédition se sépara en deux groupes. Un groupe resta en arrière et l'autre groupe se dirigea vers le nord pour atteindre le navire de ravitaillement qui les attendait. Sur le chemin, un homme se tira une balle dans le pied et ne put pas continuer, aussi deux hommes furent laissés sur place pour l'aider. Kennedy et un jeune autochtone appelé Jackey Jackey qui faisait partie de l'expédition, essayèrent de trouver le navire. 
Kennedy fut tué par les Aborigènes, près du cap York. Il n'était plus qu'à 30 km du navire. Jackey Jackey rejoignit seul le navire de ravitaillement, le 23 décembre 1848. Il avait tenu Kennedy dans ses bras au moment de sa mort avant de montrer aux marins où son corps reposait, puis le ramenèrent à Sydney.